# Bataille d'Almendralejo
Guerre d'Espagne
La bataille d'Almendralejo est une bataille et un massacre qui se déroule dans la ville d'Almendralejo du 7 au 15 août 1936, pendant la guerre d'Espagne. Les troupes franquistes responsables de ce massacre attaquent quelques jours après Badajoz où elles commettent un nouveau massacre.

## La bataille

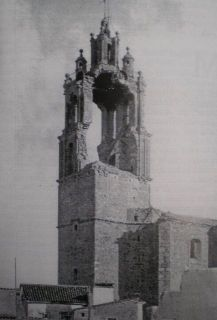
L'église après les bombardements

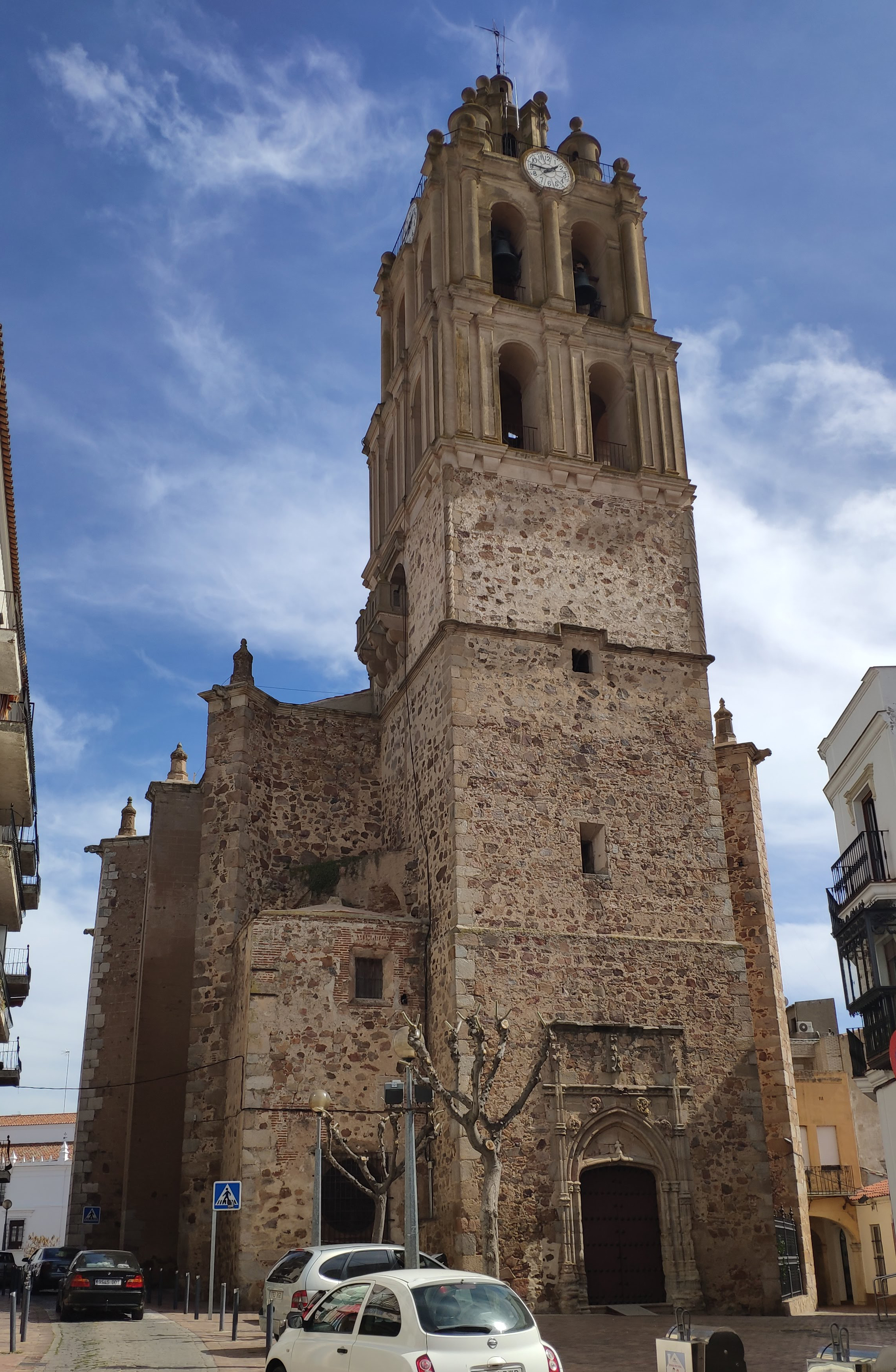
L'église en 2020

Les troupes nationalistes, sur ordre du général Gonzalo Queipo de Llano et de Franco, attaquent la ville le 7 août au cours de leur marche vers Madrid. Elles sont composées des colonnes de l'armée d'Afrique commandées par Carlos Asensio Cabanillas de Antonio Castejon Espinosa.
Les défenseurs républicains se replient sauf quarante d'entre eux retranchés dans la Tour de la paroisse de la Purification (Torre de la Parroquia de la Purificación) et qui sont encerclés. Pour les contraindre à se rendre, les nationalistes incendient la paroisse et bombardent la tour avec un canon. Les Républicains résistent jusqu'au 10 août. Près de 1 000 civils sont tués  dans les combats et la répression qui suit la prise de la ville.
Le massacre s'accompagne de nombreux viols et d’humiliation pour les femmes (tonte, huile de ricin). Beaucoup d'hommes sont soumis à un enrôlement forcé.